# دایناگون

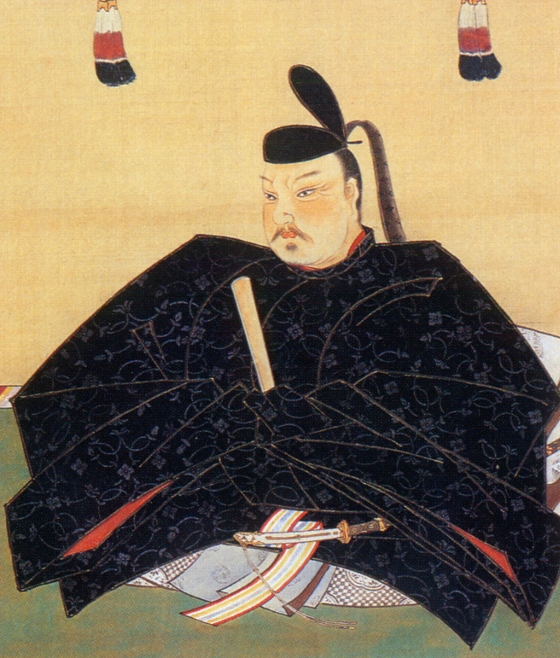
تویوتومی هیده‌ناگا (هاشیبا هیده‌ناگا) یک فرمانده نظامی از دوره سنگوکو تا دوره آزوچی-مومویاما بود. دایمیو. برادر کوچکتر تویوتومی هیده‌یوشی. تویوتومی هیده‌ناگا (۱۵۴۰–۱۵۹۱) برادر ناتنی تویوتومی هیده‌یوشی، یکی از قدرتمندترین (و مهم‌ترین) فرماندهان نظامی دوره سنگوکو ژاپن بود.

دایناگون (به ژاپنی: 大納言 Dainagon) مشاور درجه یک در دربار امپراتوری ژاپن بود. تاریخ این مقام از قرن هفتم میلادی است. دایناگون دقیقاً بالاتر از همه کوگه‌های دیگر در کوگیو (معدود دولتمردان وابسته به امپراتور) به جز دایجو-دایجین، اودایجین، سادایجین و نای‌دایجین قرار داشت. این مقام باستانی تقریباً معادل معاونت وزیر در سیستم کابینه مدرن بود و در سال ۱۸۷۱ لغو شد.

## بالاترین مقامات دایجو-کان
بالاترین موقعیت‌ها در سلسله مراتب دربار را می‌توان فهرست‌بندی کرد. یک فهرست سطحی از پیچیدگی و روابط متقابل ساختار دربار امپراتوری.
- دایجو-دایجین (صدر اعظم قلمرو).[۲]
- سادایجین (وزیر چپ).[۲]
- اودایجین (وزیر راست).[۲]
- «نای‌دایجین» (وزیر کشور/داخلی).[۲]

بالاترین رده‌های بعدی مقام‌ها عبارت بودند از:
- دایناگون (مشاور اصلی، مشاور ارشد ایالت معمولاً سه دایناگون وجود دارد؛[۲] گاهی بیشتر.[۳] این موقعیت مشاوره از قرن هشتم تا دوره میجی در قرن نوزدهم بخشی از دربار امپراتوری باقی ماند
- چوناگون (مشاور میانی).
- شوناگون (مشاور جزئی معمولاً سه «شوناگون» وجود دارد.[۲]

دیگر بوروکرات‌های بلندپایه‌ای که تا حدودی انعطاف‌پذیر در «دایجو-کان» عمل می‌کنند عبارتند از.
- سانگی (ژاپن) (مشاور همکار).[۴] این دفتر به عنوان مدیر فعالیت‌های "Daijō-kan" در داخل کاخ عمل می‌کند.
- گکی 外記 (Gekki؟) (دبیرخانه اینها به‌طور خاص مردانی هستند که به صلاحدید امپراتور عمل می‌کنند.

## دوره ادو
در سیستم رتبه‌بندی نظامی که توسط شوگون‌سالاری ادو در دوره ادو تأسیس شد، وارث شوگون‌سالاری در زمان رسیدن به سن قانونی به عنوان «گون دایناگون» منصوب می‌شد و در میان افراد پایین‌تر از سطح دایمیو، تنها کسانی که مقام گون دایناگون را داشتند، طوایف مرتبط خانواده‌های گوسانکه (سه شاخه اصلی شوگون‌سالاری)، خانواده‌های اوواری و کیشو و گوسانکیو (سه خاندان اصلی توکوگاوا) بودند.